# Mircea Grosaru
Mircea Grosaru (Buhuși, 30 giugno 1952 – Suceava, 3 febbraio 2014) è stato un politico rumeno.

## Biografia
Dopo la prima laurea in matematica-fisica, ottenuta presso l'Università di Bacau nel 1974, svolge dal 1976 al 1996 l'attività di professore di matematica e direttore. Consegue altre tre lauree in educazione fisica (Bucarest, 1982), in economia (ASE, 1996) e giurisprudenza (Università di Craiova, 2000). Dal 1992 al 1996 ricopre l'incarico di Consigliere alla Camera dei Deputati. Nel 1996-1998 ricopre un incarico dirigenziale presso la prefettura di Suceava.
Dal 1976 al 1981 giocò come attaccante della squadra di calcio del CSM Suceava (all'epoca militante nel campionato di Divizia B), di cui è stato anche presidente per poco tempo.
È stato nominato ambasciatore di pace della Federazione della Pace Universale, movimento religioso coreano appartenente alla Chiesa dell'unificazione.
Sposato con Ioana Grosaru, da cui ha avuto il figlio Andi-Gabriel, è scomparso nel 2014 all'età di 61 anni a seguito di un infarto.

## Carriera politica
Dal 1997 al 2000 è stato segretario della sezione locale del Partito Nazionale Liberale a Suceava.
Fondatore e presidente dell'Associazione degli Italiani di Romania, ha rappresentato la minoranza italiana in Romania come deputato alla Camera dei deputati della Romania in tre legislature dal 2004 al 2014 dov'è stato segretario del gruppo parlamentare Minoranze nazionali dal febbraio 2010.
Nel 2009 stato decorato dal Presidente della Repubblica italiana Giorgio Napolitano quale Cavaliere dell'Ordine della Stella d'Italia per gli importanti contributi sul mantenimento, valorizzazione e promozione della lingua, della cultura e dell'identità della minoranza italiana in Romania e per i servizi importanti resi allo Stato italiano. Ha ricevuto anche la medaglia della presidenza della Camera dei Deputati italiana da parte di Gianfranco Fini.
Nel 2010 ha vinto presso la Corte europea dei diritti dell'uomo una causa contro lo Stato della Romania per la negazione dalla carica vinta alle elezioni parlamentari del 2000.
Ha contribuito alla progettazione, miglioramento e attuazione di importanti leggi rumene in materia di diritto fallimentare e preinsolvenza (Legge n. 85/2006 e n. 85/2014) ed è stato autore di una monografia sul giudice fallimentare. Fece parte della commissione parlamentare giuridica, disciplina ed immunità; della sottocommissione per il monitoraggio dell'esecuzione delle sentenze della Corte europea dei diritti dell'uomo; della Commissione di redazione del nuovo codice civile e del nuovo codice di procedura civile.
Prima del decesso, stabilì un accordo di cooperazione tra l'Associazione degli Italiani di Romania e il Partito Democratico Europeo, progetto che venne proseguito dal figlio Andi-Gabriel nel dicembre 2014.
Mircea Grosaru fu accusato e condannato in primo grado per conflitto d'interessi per aver assunto la moglie Ioana quale consigliera parlamentare dal 2008 al 2011; peraltro, in seguito al decesso del deputato nel 2014, la procedura giudiziaria è stata interrotta.

## CasoGrosaru contro Romania
L'Associazione degli Italiani di Romania partecipò alle elezioni del 2000 insieme alla Comunità Italiana di Romania, ma fu in seguito al centro di una disputa giudiziaria: infatti, la ROASIT aveva stretto un'alleanza elettorale con la CIR in base alla quale era stata presentata una lista uninominale con il logo dell'una e la denominazione dell'altra. La lista unica aveva così ottenuto 21 263 voti a livello nazionale ma, benché Mircea Grosaru (membro della ROASIT) avesse ottenuto 5 624 preferenze complessive in 19 delle 42 circoscrizioni elettorali nazionali, il seggio venne assegnato alla nota attrice Ileana Stana-Ionescu (membro della CIR) che aveva ottenuto 2 943 preferenze in una sola circoscrizione. L'ufficio elettorale nazionale aveva cioè deciso di premiare il candidato con più voti ottenuti in una sola e unica circoscrizione, anziché quello con più preferenze complessive a livello nazionale. Il caso "Grosaru c. Romania" infine arrivò, dopo 10 anni, fino alla Corte europea dei diritti dell'uomo, che con la sentenza n. 78.039/01 del 2 marzo 2010 (pubblicata sul bollettino ufficiale della CEDU nr. 686 dell'11 ottobre 2010) ha riconosciuto le ragioni di Mircea Grosaru, a cui fu anche riconosciuto un risarcimento di 5 000 euro per il danno subito.